# نیوتاون‌همیلتون
نیوتاون‌همیلتون (به انگلیسی: Newtownhamilton) یک روستا در بریتانیا است که در شهرستان آرما واقع شده‌است. نیوتاون‌همیلتون ۲٬۸۳۶ نفر جمعیت دارد.